# Trapezni navoj
Trapezni navoj je navoj koji ima osnovicu jednakokračan trokut s kutom profila 2β = 30°, a teorijski profil mu je trapez. Trapezni navoj zamjenjuje nekada često korišten kvadratni navoj, jer se zbog automatskog centriranja vijak s trapeznim navojem lakše pomiče nego vijak s kvadratnim navojem. Najviše se koristi za pokretne navojne spojeve, npr. vretena u dizalima, škripcima, prešama i sl. Oblik trapeznog navoja standardiziran je prema ISO 2901, a osnovne dimenzije prema ISO 2902 i DIN 103. Standardi razvrstavaju navoje prema nominalnom promjeru navoja d u tri reda prioriteta, pri čemu navode za svaki nominalan slučaj preporučene i moguće korake navoja P. Trapezni navoj označava se slovima Tr, te nominalnim promjerom navoja d i korakom navoja P u mm, npr., Tr 20 × 4.
Za pričvršćivanje upotrebljava se samo na onim vijcima koji služe za naročito opterećene vijčane spojeve, ili one koji se često rastavljaju (trapezni navoji se manje troše). Trapezni navoj može biti i viševojni. Oni se izraduju u tri izvedbe, i to u normalnoj, sitnoj i krupnoj, pa imamo na primjer navoje: Tr 48 × 8, Tr 48 × 3 i Tr 48 × 12.